# Periple de Pseudo-Escílax
El Periple de Pseudo-Escílax és una obra en grec antic, datada a finals del segle IV o principis del III C., que descriu un periple al voltant del Mar Mediterrani, incloent la mar Negra i les costes d'Àfrica més enllà de les Columnes d'Hèrcules.

## L'obra

### L'autor
Aquesta obra antiga amb instruccions de navegació marítima té el títol de  'Περίπλους τῆς θαλάσσης τῆς οἰκουμένης Εὐρώπης καἰ' Ασίας καἰ Λιβύης  '('  Circumnavegació per les terres habitades d'Europa, Àsia i Líbia  ') i té com a autor, en el seu primer paràgraf introductori, el nom de Escílax de Carianda, en el que sembla una apel·lació a l'autoritat que representa aquest gran navegant grec al servei dels  perses, famós per la seva exploració de les costes del Oceà Índic del riu Indo a Golf Pèrsic.
L'opinió comuna i general atribueix l'obra a un recopilador anònim, d'aquí el de  'Pseudo-Escílax' , que seria un geògraf sota el regnat de Filip II de Macedònia, pare de Alexandre el Gran . Altres autors consideren que aquest recopilador s'ha basat en una altra obra anterior i original de  Escílax, eventualment actualitzada a la data de recopilació.

### El text
Forma un conjunt unitari i coherent, a manera de manual nàutic que presenta la circumnavegació (això és el que significa literalment  Περίπλους , Periple), en el sentit de les agulles del rellotge, del Mar Mediterrani des del costat  iber de les Columnes d'Hèrcules, fins al mar Negra i tornada per la costa  asiàtica i  africana, arribant de nou a les Columnes d'Hèrcules i més enllà, seguint per la  costa occidental d'Àfrica. Aquest últim tram té clarament les seves fonts en un periple anterior, el  Hannó el Navegant . El text informa dels pobles riberencs, les ciutats costaneres, ports, desembocadures de rius, caps i altres accidents geogràfics, els llocs on fer aiguades i aprovisionar així d'aigua dolça, a més del nombre de jornades de navegació, que informen sobre la navegació costanera, a més de les activitats comercials que es realitzen entre alguns pobles riberencs.
Els dos primers paràgrafs de l'obra tracten de les costes d'Ibèria, amb referències a Gadir i Emporion; el tercer i quart, les costes franceses i ligures actuals. En el cinquè s'arriba fins  Roma, i el sisè i setè descriuen Còrsega i Sardenya, amb les seves distàncies (en jornades de viatge) entre si i amb la Península italiana i Àfrica. Així fins al paràgraf 69, on resumeix la navegació per les costes de Europa fins a la terra dels sàrmates, amb el  límit amb Àsia al riu Tanais (ara riu Don), al Euxí. El Pseudo-Escílax assenyala que els majors rius d'Europa són el Tanais, el Danubi i el Roine.
Del paràgraf 70 al 106 descriu les costes d'Àsia: des de les terres de les  Amazones confrontants amb els sàrmates, passant per Còlquida (paràgraf 81), Paflagònia (90), Bitínia (92), Mísia, Frígia, Tròade, Eòlida, Lesbos (97), Lidia, Cària, Lícia, Pamfília, Cilícia (102), Xipre, Síria i Fenícia  (104), Aràbia (per  Palestina) i Egipte (106), fins a la boca més occidental del riu Nil, la frontera amb els  libis, ja en Àfrica.
Els paràgrafs 107-111 descriuen el nord d'Àfrica, amb Cartago i el costat  africà de les Columnes d'Hèrcules, mentre que el 112 dona notícies de la terra de més enllà, deixant " Líbia a babord", fins a 12 dies de viatge. L'autor assenyala que més enllà el mar no és navegable, i que els pobladors d'aquesta terra, els etíops, comercien amb els fenicis regularment, i que habiten aquesta terra d'aquí fins Egipte.
El penúltim paràgraf (113) indica les distàncies entre les Illes de l'Egeu en un parell d'itineraris molt concorreguts de Europa cap a Àsia: un d'interior, des Calcis en Eubea fins a Mícale, davant de Samos passant per Andros, Tinos, Míkonos i Icària; i un altre exterior, des del Cap Malea al Peloponès fins a la costa asiàtica enfront de Rodes, passant per Citera,  Aigila, Creta  i Karpathos.
El 113 i últim paràgraf és una classificació de les vint illes més grans del Mar Mediterrani. Com a nota, indicar que no es descriuen les Balears (Pitiüses i Gimnèsies en aquella època).

## Publicacions modernes
El   'Periple de Pseudo-Escílax'   s'ha conservat en un únic manuscrit dins de l'anomenat  'Còdex P.'  (  'Parisinus 443'  ), i va ser publicat per primera vegada, juntament amb altres obres de geògrafs grecs menors, en 1600, en Augsburg, per Hoeschel. Vossius ho va publicar a Amsterdam, en 1639; després va ser publicat per Hudson en la seva recopilació   Geographi Graeci Minores . En París, es va publicar en 1826 per Gail, i en Berlín ho va ser en 1831 per R.H. Klausen. Entre 1855 i 1861 per  Karl Müller. A Espanya ha estat publicat amb traducció a càrrec de Luis A. García Moreno i F. Javier Gómez Espelosín en l'obra  Relats de viatges en la literatura grega antiga , de Alianza Editorial, Madrid 1996.